# オスニエル・チャールズ・マーシュ
オスニエル・チャールズ・マーシュ（Othniel Charles Marsh、1831年10月29日 - 1899年3月18日）は、19世紀アメリカ合衆国における傑出した古生物学者であり、アメリカ西部で数々の化石の発見、命名を行った。

## 経歴
1831年ニューヨーク州ロックポートに生まれる。1860年イェール大学を卒業し、コネチカット州ニューヘイブンのシェフィールド・サイエンス・スクールで地質学と鉱物学を学んだ。その後ドイツに渡りベルリン、ハイデルベルク、ブレスラウで古生物学と解剖学を学んだ。1866年帰国し、イェール大学の古脊椎動物学の教授に就任する。著名な銀行家の叔父ジョージ・ピーボディを説得し、イェール大学にピーボディー自然史博物館を設立させた。彼が教授に就任できたのもこのことが大きい。
1871年アメリカで初めて空飛ぶ爬虫類である翼竜の化石を発見する。また初期のウマの化石も発見している。白亜紀の歯を持つ鳥類（イクチオルニスやヘスペロルニス）、翼竜、アパトサウルス、アロサウルスを含むジュラ紀、白亜紀の恐竜についての記載を行った。
19世紀後半にエドワード・ドリンカー・コープとの間で繰り広げられた、化石戦争（Bone Wars）として知られる古生物学闘争で有名である。二人の化石発見闘争は熾烈を極め、この闘争を通じて120を超える恐竜の新種が発見､記載された。
遺骨はニューヘイブンのGrove Street Cemeteryに葬られている。